# Kodyma (huyện)
Huyện Kodyma (tiếng Ukraina: Кодимський район, chuyển tự: Kodymas'kyi raion) là một huyện của tỉnh Odessa thuộc Ukraina. Huyện Kodyma có diện tích 818 kilômét vuông, dân số theo điều tra dân số ngày 5 tháng 12 năm 2001 là 34523 người với mật độ 42 người/km2. Trung tâm huyện nằm ở Kodyma.